# Heinrich Bünting
Heinrich Bünting, född 1545 i Hannover, död 30 december 1606, var en tysk protestantisk pastor och teolog, känd för boken Itinerarium Sacrae Scripturae publicerad 1581.

## Bildgalleri

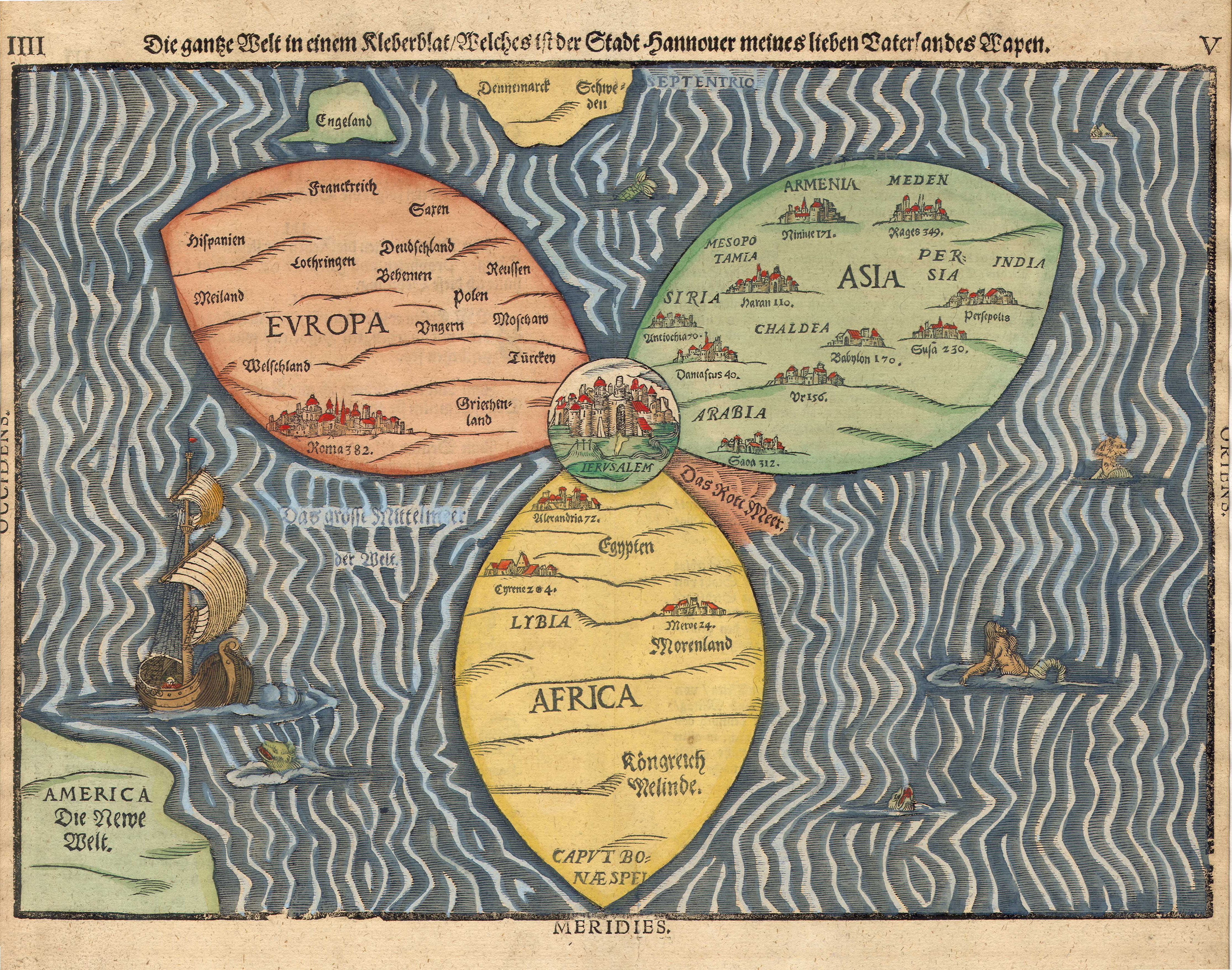
Büntings klöverformade världskarta
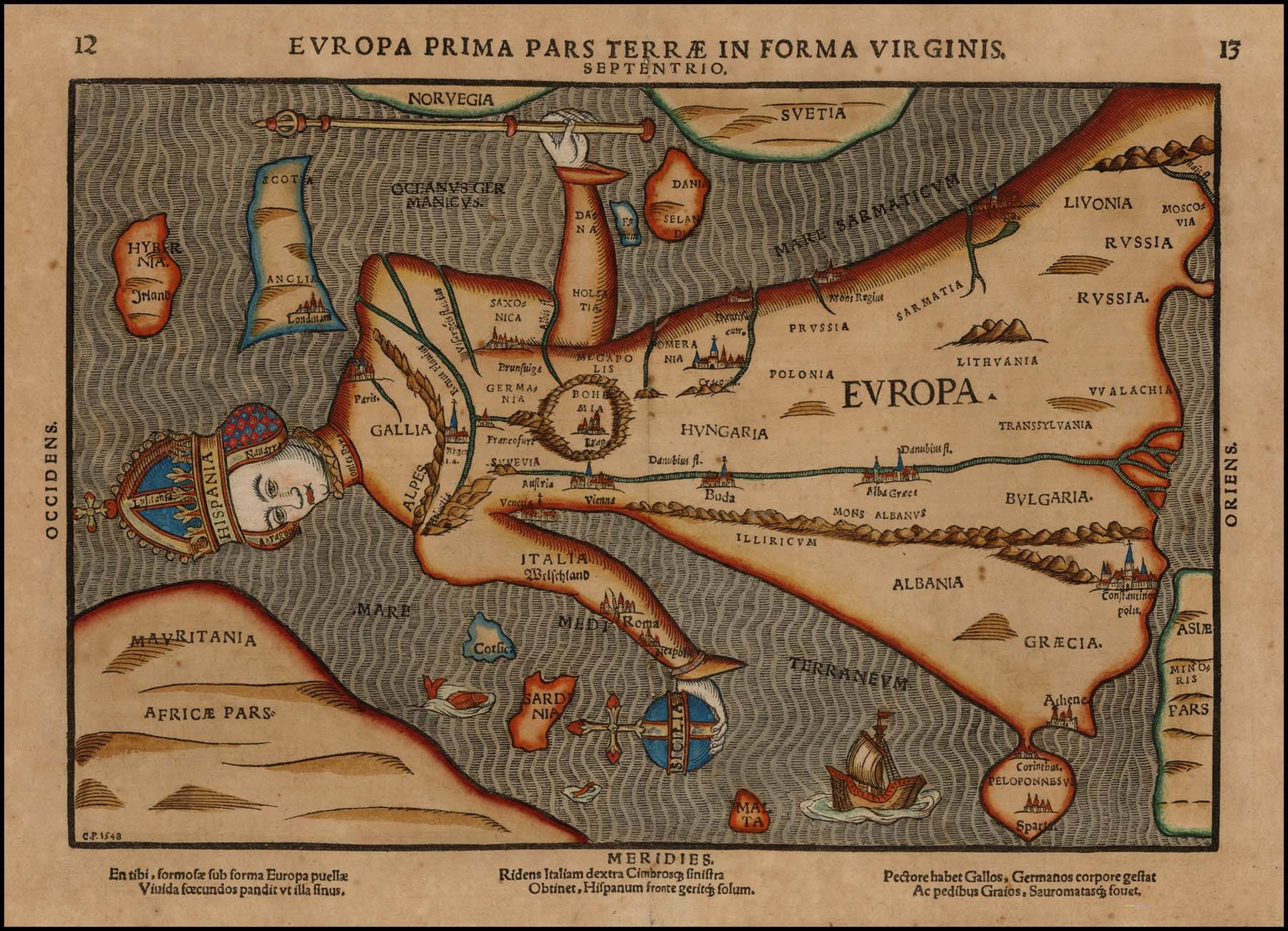
Büntings karta över Europa
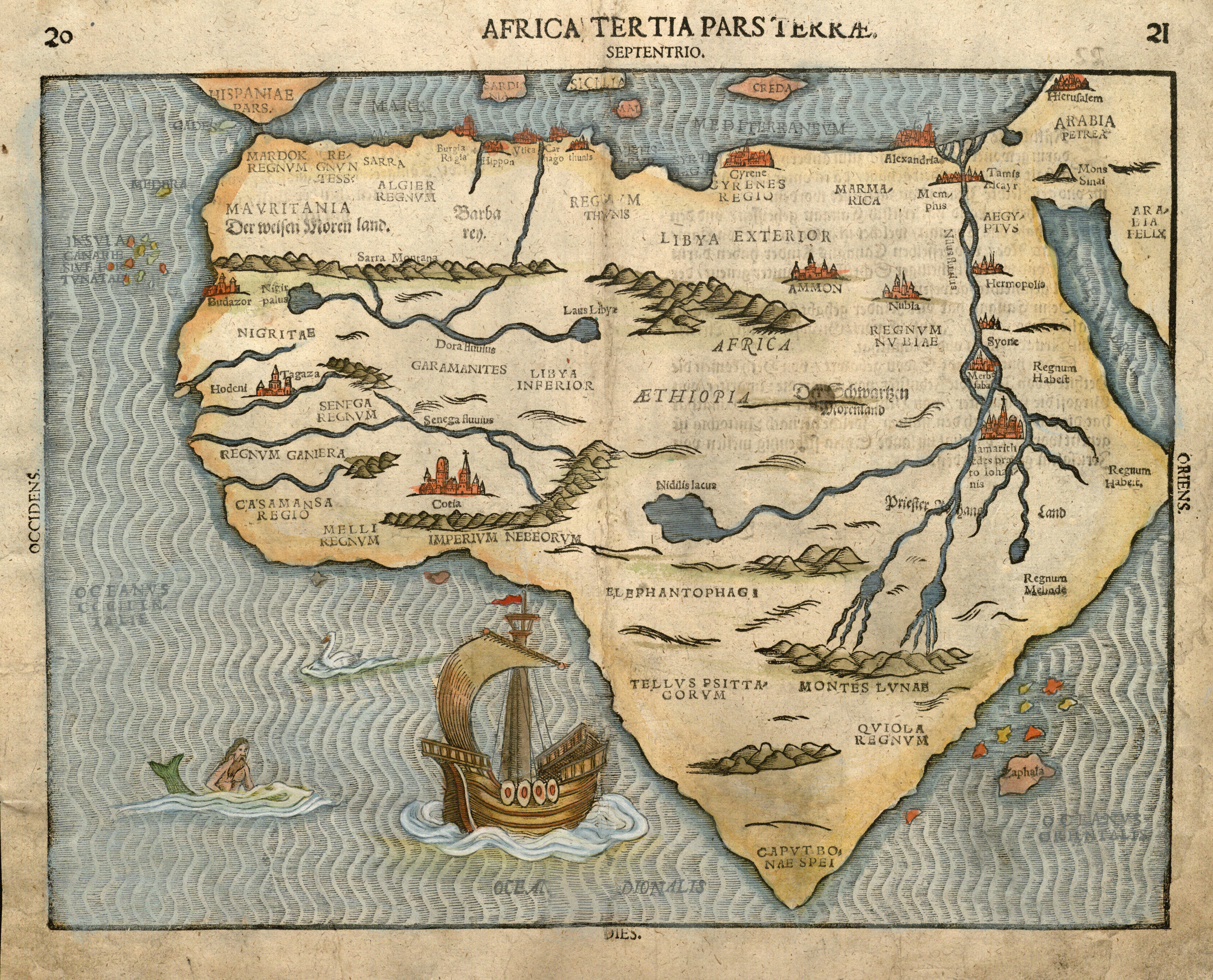
Büntings karta över Afrika